# Accord de libre-échange entre la Corée du Sud et l'ASEAN
L'accord de libre-échange entre la Corée du Sud et l'ASEAN est un accord de libre-échange, issu d'un accord cadre signé le 13 décembre 2004 et entré en vigueur le 1er juillet 2006. Le volet sur la zone de libre-échange est entré en application le 1er juin 2007,. 
L'accord inclut une liste de produits moins concernés par la baisse des droits de douane. La Corée du Sud doit supprimer ses droits de douane sur le reste des produits partiellement en 2007 et en totalité en 2010, alors que pour les pays de l'ASEAN cette baisse doit se produit entre 2007 et 2012, voire entre 2007 et 2020 pour le Laos, la Birmanie et le Cambodge. 